# SOK (Band)
SOK war eine ostdeutsche Band, die Jazz mit Rockmusik auf hohem Niveau verband, bevor eine derartige Fusion in der DDR „Mode wurde“.

## Bandgeschichte
Mit dem Ende der Beatbewegung Anfang der 1970er Jahre befand sich die Tanzmusikszene in der Deutschen Demokratischen Republik in einer allgemeinen Umbruchphase. Bestehende Bands suchten nach neuen musikalischen Formen. Neue Bands entstanden. Im Zuge dieser Entwicklung begannen sich die Bands neuen musikalischen Richtungen, wie dem Blues oder der Soulmusik, zu verschreiben. Bekannte Musiker wie Klaus Lenz, Günther Fischer oder Reinhard Lakomy begannen sich verstärkt dem Jazz zu widmen und genossen besonders bei dem vorwiegend jazzbegeisterten, intellektuellen Publikum einen hohen Stellenwert. Zu den wichtigsten Jazz-Rock-Formationen der DDR in jener Zeit gehörte die Gruppe SOK. Kern dieser mit Bläsern besetzten Formation war ein Quartett, bestehend aus E-Gitarre, E-Piano, Bassgitarre und Schlagzeug.
Garanten des hohen musikalischen Niveaus der 1971 gegründeten Band waren Musiker wie Ulrich Gumpert (Klavier, Orgel, Gesang, Komposition, Arrangements, Bandleader), Günter Baby Sommer (Schlagzeug), der Saxofonist Helmut Forsthoff und der als Gastmusiker mitwirkende Ernst-Ludwig Luten Petrowsky. Diese Musiker besaßen eine solide, meist klassische musikalische Ausbildung. Gumpert und Sommer hatten darüber hinaus ihre ersten Schritte in schon länger bestehenden Formationen wie dem Manfred Ludwig Sextett sowie den Gruppen von Klaus Lenz und Friedhelm Schönfeld gemacht. Zur Gründungsbesetzung gehörten auch der Gitarrist Günter Dobrowolski, Gerd Lübke (Bassgitarre), Robert Tornev (Trompete, Violine), Rainer Paschy (Saxofon) und Hermann Anders (Tuba, Komposition, Arrangements). Lübke und Dobrowolski kamen aus der Beatszene. Zeitweilig spielte auch Hans-Joachim Graswurm als Gastmusiker bei SOK. Die Gruppe präsentierte sich am 7. Juni 1971 bei Jazz in der Kammer.
1972 wurde die Besetzung der Band durch die Sängerin Barbara „Bärbel“ Volz ergänzt. Sie wurde Mitte des Jahres 1973 durch Gisela Dreßler, die eine markante Bluesstimme besaß, ersetzt.
Ende 1973 verließen Gumpert und Sommer die Band, spielten im Duo und gründeten die Formation Synopsis, um sich fortan dem freien Jazz zu widmen. Sie wurden durch den Schlagzeuger Rainer Riedel und Jochen Gleichmann (Trompete, Flügelhorn, Mundharmonika) ersetzt. In dieser Besetzung wirkte SOK an den Aufführungen Die neuen Leiden des jungen W. am Deutschen Theater mit.
Zu den erfolgreichsten Produktionen der Band gehörten SOK-Rock von Gumpert und SOK-Oriental von Anders, die regelmäßig auf DT 64 gesendet wurden. Typisch für den Sound der Band war eine, nach rockigen Intros, experimentierfreudige, bis in den Bereich des Free Jazz vordringende Spielweise. Dieses musikalische Konzept hatte die zum Teil recht unterschiedlichen Musiker zusammengeführt und den Erfolg der Band begründet. Doch im Laufe der Zeit überwog der Drang, eigene musikalische Vorstellungen zu verwirklichen, und SOK löste sich Mitte der 1970er Jahre auf.

## Diskografie

### CD
- 1994: SOK (aho recording)

### Sampler
- 1996: Blues für R. (auf Beatkiste Vol.5, Buschfunk)

### LP
- 2014: SOK – Der Grüne Vogel (Black Pearl Records)